# Катастрофа Ил-12 под Новосибирском (1951)
Катастрофа Ил-12 под Новосибирском — авиационная катастрофа, произошедшая с самолётом Ил-12П компании Аэрофлот 17 ноября 1951 года, в результате которой погибли 23 человека.

## Самолёт
Ил-12П с бортовым номером СССР-Л1775 (заводской — 93013112, серийный — 31-12) был выпущен ММЗ «Знамя Труда» 21 февраля 1949 года и вскоре передан в 1-ю отдельную авиагруппу гражданского воздушного флота. На момент катастрофы авиалайнер имел 2007 часов налёта.

## Предшествующие обстоятельства
Ил-12 борт Л-1775 прибыл в Новосибирск рейсом № 6 из Москвы. Пилотировал его экипаж, состоящий из командира (КВС) П. П. Аверина, второго пилота Р. С. Асланянца, бортмеханика И. М. Курчакова и бортрадиста В. И. Кузнецова. В это время в Новосибирском аэропорту скопилось большое число пассажиров, летевших транзитом из Якутии в Москву. Тогда для них было решено организовать дополнительный рейс вне расписания, для которого взять данный Ил-12. Всего на борт поднялось 19 пассажиров.
За последние сутки в самом аэропорту сложилась сложная метеообстановка, а АМСГ выдала порядка пяти прогнозов. Причём если в прогнозе на 09:00—15:00 присутствовало образование гололёда, то в прогнозах на 12:00—18:00 и на 15:00—21:00 его уже не прогнозировалось. Тем не менее, начальник АМСГ и синоптик устно обратили внимание диспетчера АДС Шипицина и заместителя начальника аэропорта Новосибирск по лётной службе Уварова, который был руководителем полётов, что образование гололёда всё равно будет происходить, так как прохождение холодного фронта замедлилось. Также, по утверждению синоптика, им были предупреждены начальник аэропорта Загородний, заместитель начальника Западно-Сибирского управления гражданского воздушного флота (ЗСУ ГВФ) по лётной службе Броверман и начальник ЗПС ГВФ Филановский. Все трое, однако, подтверждали факт консультации с синоптиком, но отрицали, что получали предупреждение о гололёде.
На период с 15:00 до 16:30 небо было полностью затянуто слоисто-дождевыми и разорванно-дождевыми облаками высотой 80—100 метров, шёл обильный мокрый снег, ветер южный умеренный, видимость 1000—1500 метров, температура воздуха +0,4 °C. Но в 16:10 ветер сменился на северо-западный, в связи с чем температура упала до −4 °C и вместо мокрого снега пошёл сухой, пушистый, а выпавший к тому времени мокрый снег начал замерзать. Пока самолёты доезжали от стоянки до перрона, а затем до позиции старта, их успевало покрыть толстым слоем снега, поэтому перед рулением к старту их дополнительно обметали от мокрого снега. И если до мороза мокрый снег ещё легко удалялся метлой, то замёрзший снег превращался в слой ледяной корки толщиной 12—15 миллиметров.

## Катастрофа
В 15:34 из аэропорта осуществлял взлёт Ли-2 борт Л-4398, пилотируемый экипажем во главе с командиром Христовсоном. Но сразу после отрыва возник левый крен, поэтому командир принял решение прекратить взлёт, убрал газ и выключил моторы. Авиалайнер выкатился за бетонную ВПП и остановился через 50 метров. Затем Христовсон отрулил на стоянку и пришёл в диспетчерскую, где доложил об инциденте, вызванном снегом на самолёте, Шипицину, Загороднему, а также Аверину (командир Ил-12 борт Л1775). В 16:05 командир экипажа Хорунжий пришёл к своему Ил-12 борт Л-1417 и обнаружил, что тот также покрыт льдом, который не удаляется метлой, поэтому он отказался от взлёта и потребовал обработать самолёт горячей водой, о чём доложил Загороднему.
Руководство аэропорта сидело в помещениях и не заметило, как температура воздуха упала ниже нуля и началось быстрое обледенение. Также оно не приняло во внимание тревожные факты от пилотов. Решив, что выкатывание Ли-2 за пределы ВПП было вызвано сменой направления ветра, Броверман решил изменить направление взлёта на 180° — с 195° на 15°.
В 16:22 Ил-12 борт Л-1775 командира Аверина начал взлёт. Облака в это время находились на высоте 85 метров, видимость составляла 1000 метров, шёл сухой снег и процесс обледенения уже завершился. Но поднявшись на высоту 150 метров над уровнем аэродрома (100 метров над окружающей местностью), авиалайнер потерял скорость. Экипаж убрал щитки и перевёл двигатели с номинального на взлётный режим, когда на левом крыле произошёл срыв потока, из-за чего возник быстрорастущий левый крен. Самолёт быстро потерял высоту и в 16:23 врезался левой плоскостью крыла, а затем носовой частью с работающими моторами о землю в 30 метрах от края карьера Мочище, в 12 метрах от жилого домика и в 3100 метрах от торца ВПП (2100 метров после БПРМ и 900 метров до ДПРМ). От удара Ил-12 развернуло влево на 135°, после чего фюзеляж разрушился на ¾ длины (до 34 шпангоута из 42) и загорелся. Разброс обломков составил 40 на 40 метров. Все 23 человека на борту погибли.

## Причины
Причина катастрофы была довольно быстро установлена, так как при осмотре сохранившихся стабилизаторов, киля и правой плоскости было обнаружено, что передняя кромка стабилизатора покрыта по всей длине льдом толщиной 15 миллиметров. Такой же толщины лёд был на киле и фюзеляже в районе стабилизатора. На крыле имелся лёд толщиной до 8—10 миллиметров.

Причинами катастрофы являются:
1. Выпуск самолёта в полёт с наличием большого количества льда на хвостовой части самолёта, а также на плоскостях.
2. Халатное, граничащее с преступным, отношение к своим служебным обязанностям должностных лиц аэропорта Новосибирск, не прекративших выпуск самолётов после тревожных сигналов, поступивших от экипажей командиров кораблей Христовсон и Хорунжего.
3. Преступно-халатное отношение к своим обязанностям со стороны экипажа самолёта Ил-12, допустившего взлёт при наличии льда на поверхности самолёта.
4. Упущения АМСГ аэропорта Новосибирск в прогнозах погоды после 12:00, в которых не предусматривался гололёд.

Виновники:
1. РП Уваров — самовольно ушёл с командной стартовой станции, при осведомлённости о приближении холодного фронта мер по обеспечению безопасности полётов не принял.
2. Начальник аэропорта Загородний — не обеспечил организацию работы личного состава и руководство подготовкой материальной части и вылетов самолётов.
3. начальник ЛЭРМ Малиновский — не принял мер по подготовке материальной части и мобилизации личного состава в усложнившихся метеоусловиях.
4. Сменный инженер Грингауз и контрольный мастер Поздняков — не проверили состояние самолёта непосредственно перед рулением на старт.
5. заместитель начальника ЗСУ ГВФ Броверман — не разобравшись в усложнившейся метеообстановке, решение о прекращении полётов не принял.
6. Экипаж самолёта Ил-12 Л-1775.

— 